# Lê Văn Trung (Quyền Giáo Tông)
Quyền Giáo tông Lê Văn Trung (1876-1934), thánh danh là Thượng Trung Nhựt, là một trong những nhà lãnh đạo tôn giáo Cao Đài, có những đóng góp quan trọng trong giai đoạn hình thành và phát triển của tôn giáo này.
Quyền Giáo Tông của Đạo Cao Đài có cùng cấp bậc của Đức Giáo Hoàng trong Công Giáo

## Thân thế
Ông sinh ngày 10 tháng 10 năm Bính Tý (tức 25 tháng 11 năm 1876) tại làng Phước Lâm, tổng Phước Điền Trung, huyện Phước Lộc, hạt Tân An (nay thuộc xã Phước Lâm, huyện Cần Giuộc, tỉnh Long An. Cha ông là cụ Lê Văn Thanh mất sớm khi ông mới 3 tuổi. Ông lớn lên nhờ sự nuôi dưỡng và giáo dục của mẹ là bà Văn Thị Xuân.
Ông từng theo học tại Lycée Chasseloup Laubat Sài Gòn và tốt nghiệp vào năm 1894.

## Sự nghiệp đời
Sau khi tốt nghiệp Trung học, ông được nhận vào làm thơ ký tại Dinh Thống đốc Nam Kỳ ngày 14 tháng 7 năm 1894. Ông làm việc tại đây trong 12 năm cho đến ngày 6 tháng 3 năm 1906 thì xin thôi việc để theo đuổi nghiệp chính trường. 
Sau đó ông ra ứng cử và được bầu vào Hội đồng Quản hạt Nam Kỳ liên tục trong 8 năm. Trong thời thời gian làm Nghị viên Hội đồng Quản hạt Nam Kỳ, ông nhiều lần có những biểu hiện thỉnh cầu bênh vực cho quyền lợi của dân thuộc địa bản xứ. Điển hình là vụ Lục Hạng điền, chính phủ Pháp phân 6 hạng ruộng để đánh thuế. Ông Outrey, quyền Thống Đốc Nam Kỳ dự thảo luật thuế về Lục Hạng điền, trình ra cho Hội đồng Quản Hạt thừa nhận để đem ra áp dụng thi hành.
Ông cùng với Diệp Văn Cương, Hội đồng Quản Hạt Bến Tre đứng ra làm đầu 6 vị Hội đồng Quản Hạt người Việt, đồng phản kháng dự thảo luật nói trên, nhưng khi biểu quyết, số thăm của Hội đồng người Việt có 6, còn của người Pháp thì 10, nên bị thua thăm, và như thế thì dự luật được thông qua với đa số 10/6. 
     Dù thua thăm, nhưng 6 ông cương quyết chống lại Luật Thuế Lục Hạng điền, nên tất cả sáu ông Hội đồng người Việt đều gởi đơn từ chức để phản đối.
     Năm 1911, ông cùng với bà Tổng đốc Đỗ Hữu Phương đứng ra vận động lập College des Jeunes Filles, trường nữ Trung học đầu tiên tại Sài Gòn.
Ngày 18 tháng 5 năm 1912, chính phủ Pháp ban thưởng cho ông Bắc Đẩu Bội Tinh Đệ ngũ đẳng vì những đóng góp cho nhà nước Pháp tại thuộc địa Nam Kỳ.
Năm 1914, ông được cử làm Nghị viên Hội đồng Soái phủ Đông Dương (Conseil du Gouvernement de l'Indochine, còn gọi là Hội đồng Thượng Nghị viện Đông Dương).
Kể từ năm 1920 trở đi, công việc kinh doanh của ông gặp nhiều khó khăn, đến cuối năm 1924 thì bế tắc, hoàn toàn bị lỗ lã. Ông đau buồn, bắt đầu hút thuốc phiện, thị lực yếu đi rất nhiều, chỉ thấy mọi vật lờ mờ. Được sự giới thiệu của một người họ hàng, ông bắt đầu có thiên hướng tâm linh nhiều hơn, bỏ thuốc phiện, chú ý giữ gìn sức khỏe và tu tập. Thị lực của ông dần tốt trở lại và sức khỏe phục hồi.

## Sự nghiệp đạo
Theo tài liệu của tôn giáo Cao Đài thì ngày 7 tháng 1 năm 1926 (tức 23 tháng 11 năm Ất Sửu), các ông Cao Quỳnh Cư, Phạm Công Tắc đem Đại Ngọc Cơ đến nhà ông Trung để cầu cơ. Tại lần cầu cơ này, ông được nhận làm môn đồ. Từ đó, ông bắt đầu lập bàn thờ đạo tại tư gia, dốc lòng cùng với các ông Phạm Công Tắc và Cao Quỳnh Cư lo việc mở đạo.
Ngày 21 tháng 2 năm 1926, trong một buổi cầu cơ tại nhà ông Vương Quang Kỳ, một bài thơ được lưu truyền là cơ giáng của Thượng đế, trong đó có tên của 13 người, về sau được tín đồ Cao Đài xưng tụng là những tín đồ đầu tiên của đạo, với ông Ngô Văn Chiêu được tôn xưng Anh Cả. Ông Lê Văn Trung là người được xưng danh thứ 3, chỉ sau ông Ngô Văn Chiêu và ông Thượng Kỳ Thanh (Vương Quang Kỳ).
Từ đó, ông là một trong số các môn đồ tích cực đi truyền đạo khắp các tỉnh Nam Kỳ. Chính vì vậy, đêm 23 tháng 4 năm 1926 (tức 12 tháng 3 năm Bính Dần), ông được cơ bút phong làm Thượng Đầu sư, với Thánh danh là Thượng Trung Nhựt, cùng lượt với Ngọc Đầu sư Lê Văn Lịch, thánh danh Ngọc Lịch Nguyệt. Ông được xem là người được phong phẩm vị thứ 2 sau phẩm vị Giáo tông.
Dù về sau, một số tín đồ được phong chức phẩm Chưởng pháp, trên cả chức phẩm Đầu sư, nhưng trên thực tế, ông được xem như là tín đồ tiếp quản điều hành sau khi ông Ngô Văn Chiêu từ chối ngôi vị Giáo tông. Ông chính là người chủ chốt cùng 27 đệ tử Cao Đài khác, gởi Tờ Khai Đạo, kèm danh sách 247 tín đồ đầu tiên, lên Thống đốc Nam Kỳ Le Fol vào ngày 7 tháng 10 năm 1926 (tức ngày mùng 1 tháng 9 năm Bính Dần). Sau đó, ngày 15 tháng 10 năm Bính Dần (tức ngày 19 tháng 11 năm 1926), ông cùng các môn đồ chủ chốt khác tổ chức Lễ Khai Đạo rất trọng thể tại chùa Gò Kén (Tây Ninh).
Với nỗ lực phát triển đạo của các tín đồ, đạo Cao Đài nhanh chóng phát triển về số lượng. Tuy nhiên, dù đã hình thành tổ chức Hội Thánh, các tín đồ cao cấp lại có những bất đồng về cách thức nghi lễ, truyền giáo, tổ chức giáo hội. Điều này dẫn đến việc hoạt động độc lập của nhiều nhóm tín đồ khác nhau. Với sự giúp đỡ của các chức sắc cao cấp Hiệp Thiên Đài, ông đã có nhiều cố gắng ngăn chặn xu hướng ly khai của các tín đồ, cũng như đối ngoại với chính quyền, nhằm giữ gìn và phát triển nền đạo non trẻ. Trong buổi cầu cơ ngày 22 tháng 11 năm 1930, một đạo nghị định được ban ra, phong cho ông thi hành các phận sự Giáo Tông về phần xác để chính thức điều hành các hoạt động của Hội Thánh.
Với tư cách đạo đức, sự nhiệt tình của ông, các hoạt động truyền giáo ngày càng phát triển mạnh. Tổ chức Hội Thánh cũng hoàn bị dần, chặt chẽ. Về phương diện đối ngoại, với tư cách là một cựu nghị viên của Hội đồng Soái phủ Đông Dương, với Bắc đẩu bội tinh, ông đã có những tác động lớn đến chính quyền thực dân Pháp, buộc phải nới lỏng các biện pháp hạn chế sự phát triển của tôn giáo Cao Đài.
Mặc dù vậy, trong giai đoạn sơ khai, nền hành chánh đạo vẫn phụ thuộc nhiều vào các chức sắc cao cấp có tài chính lớn. Với nỗ lực của mình cùng với các đạo hữu thân tín, đặc biệt là Hộ pháp Phạm Công Tắc, ông đã cố gắng xây dựng quỹ tài chính đạo một cách độc lập, giảm dần sự phụ thuộc vào các chức sắc giàu có, vốn thiên nhiều vào xu hướng độc lập cát cứ hoặc lũng đoạn Hội Thánh. Chính những nỗ lực của ông đã góp phần không nhỏ giúp cho hình thành cơ sở để Hộ pháp Phạm Công Tắc xây dựng và phát triển mạnh mẽ Hội Thánh Cao Đài Tòa Thánh Tây Ninh sau này, vượt qua các hệ phái ly khai.
Những nỗ lực trên đã làm ông lao tâm khổ trí, dẫn đến hậu quả xấu đến sức khỏe. Do quá lao lực, chỉ sau 4 năm giữ ngôi vị Giáo tông, ông lâm trọng bệnh và qua đời vào ngày 13 tháng 10 năm Giáp Tuất (tức 19 tháng 11 năm 1934) tại Giáo Tông đường Tòa Thánh Tây Ninh, hưởng thọ 59 tuổi, sau 9 năm lo việc Đạo.

## Nhận định
Nhà báo, Luật sư Diệp Văn Kỳ viết ngày ngày 28 tháng 11 năm 1934, kết luận về cuộc đời ông như sau:
"Nói đến thân thế sự nghiệp của ông Lê Văn Trung tất nhiên là phải bàn đến đạo Cao Đài. Vì ông là một người sáng lập, lại là ông giáo tông. Đạo Cao Đài mà phải thì ông là công thủ. Đạo Cao Đài mà quấy thì ông lại là tội.
Song tôi còn nhớ Chương Thái Viêm, một nhà bác học Trung Hoa mỗi khi thảo luận đến các vấn đề tôn giáo đều có nói: "Thiên trung điểu tích họa giả giai nan: dấu chân của con chim bay trên không, thợ vẽ nào cũng phải chịu là khó".
Thật thế người ta muốn tìm ra cội rễ của tôn giáo thời chẳng khác nào chú thợ vẽ muốn vẽ dấu chân chim bay trên không.
Huống chi, đạo Cao Đài mới xuất hiện ở Nam Kỳ chưa đầy 9 năm. Bao nhiêu lý thuyết hình thức của Đạo hiện đương ở thời kỳ phôi thai và do cơ bút mà có thì chẳng thế chi nghị luận cho xác đáng.
Sự hoạt động của Đạo Cao Đài từ khi sáng lập đến nay không phải mỗi mỗi đều tận thiện tận mỹ. Song nếu xét thật công bình, Đạo Cao Đài chưa hề làm điều chi có hại đến nhân quần xã hội. Trái lại, Đạo Cao Đài truyền bá giỏi, tổ chức hay mà gây nên tình thân ái, đoàn kết hơn một triệu dân Nam Kỳ là một việc đáng làm, ai ai cũng nên kính phục.

## Tác phẩm
Ông là tác giả nhiều bài thuyết đạo, sau được in thành các tập sách mỏng, như:
- Phương châm hành đạo (1929)
- Và nhiều thơ xướng họa cùng các vị đồng đạo.